# Данциг — Западная Пруссия (рейхсгау)
Рейхсгау Данциг-Западная Пруссия (нем. Reichsgau Danzig-Westpreußen) — провинция Третьего рейха (Рейхсгау), образованная 8 октября 1939 года на территории Вольного города Данцига, аннексированного Германией Поморского воеводства и немецкого административного округа Западная Пруссия, ранее входящего в состав гау Восточная Пруссия. 
До 2 ноября 1939 года провинция называлась Рейхсгау Западная Пруссия. Несмотря на то, что практически такое же название имела провинция Пруссии (Западная Пруссия), существовавшая до 1920 года, площади рейхсгау и провинции были различны. В отличие от провинции, в состав рейхсгау входила также территория Быдгощского района, а территория района Дойч-Кроне, наоборот, не входил в его состав. Столицей рейхсгау был Данциг, население рейхсгау в 1939 году насчитывало 1 487 452 человека. Площадь провинции составляла 26 056 км², из которых только площадь оккупированных территорий Данцига и Восточного Поморья составляла 21 237 км².

## История
В 1920 году провинция Западная Пруссия, согласно Версальскому договору, была ликвидирована. Бо́льшая её часть вошла в состав Поморского воеводства (Польский коридор) только что созданной Второй Речи Посполитой. Остальные восточные земли Западной Пруссии вошли в состав Восточной Пруссии, получив название «административный округ Западная Пруссия», который являлся частью провинции, разделённой на несколько дистриктов (Kreise). Остальные западные земли Западной Пруссии были объединены с оккупированной Германией провинцией Позен, образовав новую провинцию Позен-Западная Пруссия.
После прихода к власти в Германии нацистов административная система была реформирована, провинции и области были переименованы в гау.
В 1938 году провинция Позен-Западная Пруссия была ликвидирована, а территория Западной Пруссии вошла в состав провинции Померания. В 1938 году земли Быдгощского района, расположенные к югу от Поморского воеводства, вошли в его состав. Быдгощский район (ранее — дистрикт Неце), находясь в составе Пруссии, являлся частью административного округа Бромберг провинции Позен. В результате увеличения территории Померанского воеводства, оно было переименовано в «Великое Померанское воеводство».
После оккупации Польши нацистской Германией в 1939 году на территории Великого Померанского воеводства был образован дистрикт «Западная Пруссия», и согласно указу Адольфа Гитлера от 8 октября на территории Вольного города Данцига и административного округа Западная Пруссия было образовано рейхсгау Западная Пруссия. Западные земли, которые в 1938 году вошли в состав провинции Померания, не вошли в состав рейхсгау, в то время как область Бромберг (Быдгощ) продолжала являться частью рейхсгау Западная Пруссия и не вошла в состав рейхсгау Вартеланд. Термин «рейхсгау», в отличие от «гау», применялся лишь в отношении оккупированных территорий. Гауляйтер рейхсгау также именовался рейхсштатгальтером. Другими рейхсгау являлись (к примеру) Вартеланд и Судетенланд.
В марте 1945 года советские войска освободили территорию рейхсгау, а его губернатор Альберт Форстер был приговорён к смертной казни и позднее казнён за преступления против человечества. Немецкое население рейхсгау бежало или было выслано.
После Великой Отечественной войны по решению Потсдамской конференции передан Польше.

## Административное деление
Рейхсгау Данциг-Западная Пруссия было разделено на три административных округа, название каждого из которых совпадало с названиями административных центром (Бромберг, Данциг, Мариенвердер).
В 1939 году Вольный город Данциг был аннексирован Германией. Через некоторое время на его территории было образовано рейхсгау Данциг, которое вошло в состав рейхсгау Данциг-Западная Пруссия (провинция Западная Пруссия) и было разделено на 9 районов:
- Косцежский район
- район Данциг-Ланд
- район-муниципалитет Данциг-Штадт
- район Диршау
- район Эльбинг-Ланд
- район Гроссес-Вердер
- Картузский район
- район Нойштадт
- район-муниципалитет Цоппот (выделенный из района Цоппот)

Регирунгспрезиденты:
- Фриц Херрман (1940—1943)
- Альберт Форстер (1943—1945)

## Геноцид и депортация поляков и евреев
Политика нацистской Германии на территории рейхсгау была направлена на истребление польского и еврейского населения. Местами массовых убийств были:
- Концентрационный лагерь Штуттгоф, где были истреблены более 85 000 человек (в основном, поляков)
- Пясница Велька, где было истреблено более 12 000 поляков, кашубов и людей других национальностей[5].

Польская католическая церковь сильно преследовалась, бо́льшая часть священников была отправлена в концлагеря.
Из местных немцев формировались отряды самообороны (Зе́льбстшуц), которые занимались выявлением наиболее значимых персон среди польского и еврейского населения и их убийствами. Руководителем карательных органов в Западной Пруссии являлся Людольф-Герман фон Альвенслебен. Численность карателей насчитывала 17 667 человек, которые уже в октябрю 1939 года истребили более 4 247 поляков. Вскоре в рейхсгау был создан ряд концлагерей.
Точное число людей, истреблённых отрядами самообороны, определить сложно. В сентябре 1939 года ими, согласно заявлению Эбсгер-Рёдера, было уничтожено около 20 000 человек.
Численность евреев в Западной Пруссии была незначительна, тем более что к моменту захвата немцами Польши бо́льшая их часть бежала. Однако, из населённых пунктов, в которые евреи прибывали, они отправлялись в концлагеря или расстреливались. Ликвидацией евреев в районах, в которых они являлись преобладающим населением, также занимались карательные органы.
Один из руководителей отрядов самообороны, Вильгельм Ричард, отмечал, что он «не хочет участвовать в строительстве больших концлагерей и давать полякам еду, и будет отлично, если их трупы послужат хорошим удобрением для германских земель». Население Зе́льбстшуцу не сопротивлялось и не поддерживало его. Однажды, руководителя Зе́льбстшуца лишили этой должности, так как он не выполнив приказ — расстрелял не столько людей («всего» 300 человек), сколько было нужно.
По оценкам музея Штуттгофа за всё время оккупации немцами было уничтожено и депортировано в лагеря от 120 до 170 тысяч человек, а их места жительства были заселены немецкими переселенцами.